# Biton tigrinus
Espèce
Biton lineatus est une espèce de solifuges de la famille des Daesiidae.

## Distribution
Cette espèce est endémique du Kenya.

## Description
Le mâle holotype mesure 15 mm.
Les mâles décrits par Roewer en 1933 mesurent de 14 à 15 mm et la femelle 14 mm.

## Publication originale
- Pocock, 1898 : On the scorpions, spiders and solpugas collected by Mr C. Stuart Betton in British East- Africa. Proceedings of the Zoological Society of London, vol. 1898, p. 497-524 (texte intégral).